# Глеу
Глеу (исп. Glew) — город в Аргентине в провинции Буэнос-Айрес. Часть агломерации Большой Буэнос-Айрес.

## История
К середине XIX века владельцем земель в этих местах стал Хуан Глеу. Когда в 1865 году здесь прошла железная дорога, то он пожертвовал землю для возведения железнодорожной станции, получившей название в его честь. Вокруг станции начало постепенно расти поселение.
В 1873 году был образован муниципалитет Альмиранте-Браун, и поселение вошло в его состав.
В 1975 году поселение получило статус города.